# 邱家洪
邱家洪（1933年10月13日—），台灣彰化縣社頭鄉人。台灣作家、小說家，曾任台中市政府社會局局長、台中市政府主任秘書。著有《暗房政治：林柏榕幕僚長政壇回憶錄》、大河小說《台灣大風雲》等著作。

## 早年生平
邱家洪於昭和八年（1933年）出生於今彰化縣社頭鄉湳底村，為邱傳火與張月第五子。戶籍資料記載生於昭和八年10月20日，而據其母告之實為農曆癸酉年八月二十四日（1933年10月13日）。:12邱家洪小時曾問父親「祖籍」何處，然而父親僅回答「廣東」，日後台灣興起「跨海尋根」熱潮時，嘉義邱姓宗親會有意翻修邱姓族譜，向其募款。得邱家洪樂捐三千元後，對方送來新修《丘邱大族譜》，邱家洪得知父系祖先來自中國廣東饒平縣。邱姓祖先移居彰化社頭後，到邱家洪時已是第七代。然而由於社頭屬福佬地區，到邱家弘父親時，叔伯已無人會講客家話了。:13-15昭和十五年（1940年），邱家洪進入社頭國民學校就讀，期間經過了二戰時的美軍轟炸，並在皇民化運動時歷經校方以自願改日本姓名可得一支鉛筆的勸誘，但由於邱家洪遲遲未改姓名，被學校教師寫下「岡本正章」作為其日本姓名，:15-161945年日本投降，1947年自社頭國校畢業。
社頭國校畢業後，邱家洪投考彰化工業職業學校（今屬師大附工）。錄取成為夜間補習班一年制學生。1949年7月自省立彰化工業職業補習學校畢業後，考上台鐵擔任技術工，期間在1951年7月被段長王人志賢要求加入國民黨。1953年6月，邱家洪考上「司爐」，負責在蒸汽火車頭鍋爐撥煤炭。10月入鐵路局員工訓練所受訓。:64然而因為得罪上級，1954年11月邱家洪參加司機考試，卻意外落榜。被視為遭刻意「做」掉。1955年1月，邱家洪辭去司爐職務。:707月透過雲伯餘至基隆《東方日報》任職特約記者，並於1956年10月起在該報連載其長篇小說首作《落英》，到1957年2月。:103
1957年8月與二水鄉的謝淑嬪結婚。:117第二年長子邱創冠出生。此時邱家洪為求生計搬到二水開設書店維生，並透過岳母介紹在二水的鳳梨工場檢驗課擔任雇員貼補家用。:124-125

## 參與戰爭及國民黨職
1958年8月23日，共軍砲轟金門，八二三砲戰爆發。8月25日邱家洪接到緊急動員令，應於9月1日入伍。:1259月1日邱家洪前往臺北陸軍兵工學校報到，由於此前邱家洪曾任四個月補充兵，遂直接送部隊服役，補足二年役期。:128邱家洪於陸軍兵工學校研習火砲修護，12月底結業。:128-1301959年1月等候分發，結果邱家洪最終奉令調任661營砲兵部隊火砲修護士，晉升士官。邱家洪被編入二連，於臺南砲兵學校協助美軍裝架240榴彈砲。:131-1311959年1月20日出海，先到澎湖鐵線尾射擊演習。1月26日凌晨抵達金門料羅灣參戰，任661營第二連240砲修護士，砲陣地位於美人山。:137服役期間經過家鄉受1959年八七水災影響，經營的書店遭到淹水。1960年5月1日，邱家洪接獲退伍令退伍，回到台灣。
退伍後，邱家洪中國國民黨籍移入社頭鄉民眾服務社。原本社頭鄉民眾服務社主任王金珊欲任用為黨部幹事，然而一度未有下文。最後獲妻之親戚、岳父的叔叔謝東閔相助，於彰化縣黨部社任黨職。1960年10月，前往伸港鄉民眾服務社就任，負責宣傳與民眾打交道，以及監視農會動態。:166-167。並於1961年1月第五屆彰化縣議員選舉中，幫現任縣議會議長周天啓助選，並在主任袁振民命令下強迫反對周天啓參選的元配開放周家住宅為競選總部，並與袁振民、伸港鄉長柯武（周天啓助選總幹事）及周天啓合力買票，以一票十元（可買四包香菸）造冊在選前三天發錢，發完七個裝稻穀的麻袋。最終使周天啓在和美、線西、伸港選區中獲得最高票當選。:173-181周天啓當選後也回到彰化市與婚外情對象居住。
1962年9月，邱家洪次女誕生，隨著生計加重，邱家洪向縣黨部申請調回社頭鄉或附近鄉鎮服務，以便從事副業。1964年11月，邱家洪改調永靖鄉民眾服務社工作，仍負責「宣傳」與「民運」。:184-185期間邱家洪讀書準備公務員考試，因邱家洪無高中學歷，先通過「普通考試檢定考試」及格，於1966年參加普通考試及格。分發臺南市安平區公所，唯因租屋問題而放棄。1967年初，國民黨清查各級黨工學經歷，同年6月奉調二水鄉民眾服務分社。:191-1921968年4月，第四屆臺灣省議員選舉。國民黨有意讓謝東閔蟬連臺灣省議會議長，遂再度提名其參選連任省議員。在二水鄉民眾服務分社李振鴻、鄉長陳永龍、縣議員陳其爐等關鍵人士商討下，訂出「謝東閔得票率競賽辦法」，以村為單位，謝東閔得票率最高的村，鄉公所給予第一名六十萬、第二名三十萬、第三名十萬。並由於以鄉公所主辦違反行政中立，而由民眾服務分社的名義主辦。最終謝東閔連任省議員成功，更在二水鄉得票率達百分之九十八。:198-201
1968年5月，邱家洪考上司法官檢定考試，同年9月，考上軍法官乙等特考。1969年5月，通過「乙等特考社會工作人員考試」考試。在同年8月，升任大城鄉民眾服務分社主任。:202在年底中央民意代表增補選中，由於國民黨提名的第二選區候選人黃宗焜為嘉義人，遇上來勢洶洶違紀參選的蔡李鴦。大城鄉受指示蔡李鴦得票數不可超過黃宗焜。國民黨遂採取作票，在投票前每個投票箱都先放進黃宗焜的選票一百張，投票開始後再拿空白票蓋投黃宗焜，在下午投票快結束前在選舉人名冊未出席這名字下按指紋表示當事人以投票、並在開票時以手指沾印汙泥將蔡李鴦選票抹成廢票，最終使黃宗焜在大城鄉的選票超過蔡李鴦。:211-2131970年7月，奉調埔鹽鄉民眾服務分社主任。

## 出任公職
早在1969年5月邱家洪通過乙等特考社會工作人員考試等公務員考試，取得公務員資格。1973年7月，國民黨推動「黨政交流制度」，具備公務員資格的黨工可至政府機關服務，國民黨部也將考試及格的黨工名冊交給各縣市長選擇合意的人報請任用。當時彰化縣長吳榮興及南投縣長劉裕猷皆有意任用邱家洪出任社會科長。最終邱家洪被國民黨台灣省黨部主委梁永章拔擢至省黨部。:230-2331973年11月，邱家洪向省黨部報到，分發到省黨部第三組工作。負責省級「黨政關係」，省議會黨團運作及省政府的連繫協調，並監督紀錄省議員言行，並向省黨部主委提出書面報告，擔任「黨政工作小組」負責人。
邱家洪一度獲梁永章提拔為臺東縣黨部主委，然而因邱家洪希望有光明磊落的人生，:244最後拒絕黨職，於1975年6月進入臺灣省政府工作。
1978年，受臺中市市長曾文坡邀，任臺中市政府社會局局長。1979年8月，臺中市與美國亞利桑那州祖筍市簽訂姊妹市，邱家洪推薦林柏榕出任曾文坡市長的英語口譯，見到了林柏榕對臺中市政的企圖、:6以及日後林柏榕的崛起。後邱家洪調至台灣省政府社會處。1985年起，先後任台中市長張子源、林柏榕的市政府主任秘書，於1993年12月退休。
退休後，邱家洪從事文學寫作。1995年4月，推出回憶錄《暗房政治：林柏榕幕僚長政壇回憶錄》，描寫曾文坡、張子源到林柏榕時代的臺中政壇。1996年7月，出版政治小說《市長的天堂》，以地方政治為對象。1998年6月，出版長篇小說《大審判：國王人馬的輓歌》，描寫金權政治。1999年10月，出版《政治豪情淡泊心：謝東閔傳》。
2006年出版大河小說《台灣大風雲》，描寫皇民化運動至2000年政黨輪替的台灣史，反映台灣本土意識，並於次年以該書獲第13屆巫永福文學獎、中山醫學大學台灣語文學系「中台灣文學成就獎」。

## 著作

### 長篇小說
- 《落英》，1956年10月
- 《市長的天堂》，1996年7月，日臻出版社
- 《大審判：國王人馬的輓歌》，1998年6月，日臻出版社
- 《台灣大風雲》，2006年7月，前衛出版社

### 回憶錄、傳記
- 《暗房政治：林柏榕幕僚長政壇回憶錄》，1995年4月，日臻出版社
- 《政治豪情淡泊心：謝東閔傳》，1999年10月，木棉國際
- 《打造亮麗人生：邱家洪回憶錄》，2007年9月，前衛出版社

### 散文集
- 《中國望春風：邱家洪用心看中國》，2000年，木棉國際
- 《走過彩虹世界：邱家洪用心看世界》，2000年，木棉國際
- 《縱橫官場：做一個意氣風發的公務員》，2000年4月，木棉國際